# Thomas Halling
Thomas Halling, född 18 juli 1962 i Helsingborg, är en svensk barnboksförfattare. Han arbetade länge som lärare på mellanstadiet i Stockholm. Han debuterade som författare 1995. Under trettio år var han bosatt i Stockholm men bor sedan 2013 i Lund.
Halling satt på stol nummer 4 i Svenska barnboksakademien 2000–2009, och var ordförande 2006–2009.
Hans böcker finns utgivna i ett femtontal länder.

## Priser och utmärkelser
- Författarförbundets ettåriga arbetsstipendium 2025
- Årets Läsfrämjare 2024 En bok för allas vänner.
- "Inte riktigt döda" Nominerad till BollnäsBarnens Bokpris 2023.
- "Inte riktigt döda" Nominerad till Barnradions bokpris 2023 (Tredjeplacering).
- "Donny" Nominerad till Barnradions bokpris 2021(Andraplacering).
- "Eddie 12/Elsa 12" Nominerad till Barnens Romanpris 2013.
- Årets Läsfrämjare 2013 En bok för allas vänner.
- "Det var tur/Det var synd", Bästa barnbok i Polen 2010 ("Comma and point").
- "Finnes Agnes Önskas hund" Årets bok 2009 Sölvberget Stavanger kulturhus
- Bokjuryn  "Bli ihop" 1:a pris kategori 7-9 år 2003
- Helsingborgs Stads Kulturpris 1996
- Författarförbundets ettåriga arbetsstipendium
- Författarförbundets tvååriga arbetsstipendium
- Författarförbundets femåriga arbetsstipendium
- Fotokopieringsfonden 1998
- Fotokopieringsfonden 2002
- Fotokopieringsfonden 2006
- Fotokopieringsfonden 2010
- Författarnas Kopieringsfond 2015
- Författarnas Kopieringsfond 2019
- Läromedelsförfattarnas Kopieringsfond 2020
- Sveriges Författarfond 2021
- Författarnas Kopieringsfond 2023